# Sackmulde

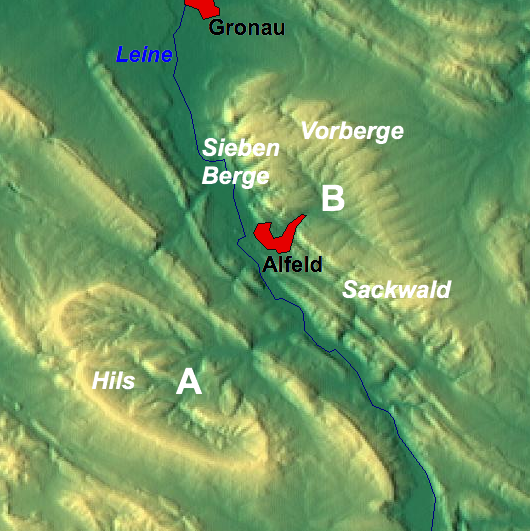
Reliefkarte der Umgebung von Alfeld an der Leine mit A: Hilsmulde und B: Sackmulde (mit Sieben Bergen, Vorbergen und Sackwald)

Die Sackmulde ist eine gut 20 Kilometer lange und bis zu sechs Kilometer breite geologische Struktur nord- bis südöstlich der Stadt Alfeld im Süden Niedersachsens in Deutschland. Sie stellt aus tektonischer Sicht eine Synklinale (Mulde) dar, deren Achse in Nordwest-Südost-Richtung etwa parallel zum Fluss Leine verläuft.
Benannt ist die Sackmulde nach dem ungefähr in der Muldenmitte gelegenen Alfelder Ortsteil Sack.

## Geografie
Geographisch ist die im Landkreis Hildesheim gelegene Sackmulde dem Leinebergland bzw. dem nordwestlichen Harzvorland zuzurechnen. Landschaftlich wird sie gegliedert in die drei bewaldeten Höhenzüge Sieben Berge (bis 395 m ü. NN), Vorberge (bis 353 m ü. NN) und Sackwald (bis 374 m ü. NN), die geologisch jedoch eine Einheit bilden. Das Zentrum der Sackmulde rund um den Ort Sack liegt mit etwa 140 m ü. NN bis 260 m ü. NN deutlich tiefer als die umgebenden Randberge und wird vor allem ackerbaulich genutzt.
Gequert wird die Sackmulde von den beiden Landstraßen 469 und 485, die Alfeld über Langenholzen und Sack mit den östlich gelegenen Orten Adenstedt und Sibbesse verbinden.

## Geologie
Das Gebiet der Sackmulde ist Teil des subherzynen Beckens und besteht aus einem sich Nordwest-Südost erstreckenden halokinetisch entstandenen Buntsandsteingewölbe, dessen Flanken von Muschelkalk- und Keuperschichten gebildet werden. Durch den Aufstieg der Zechsteinsalze in Salzstöcken und das Absinken der dazwischen liegenden Bereiche im Gebiet der Leine entstand die heute vorliegende Sattel- und Muldenstruktur.

### Morphologie
Die Morphologie des Gebietes wird im Wesentlichen durch die Härte und Verwitterungskompetenz des im Untergrund anstehenden Gesteins vorgegeben. Durch die Lagerungsverhältnisse der Gesteinsschichten entstand eine Schichtstufenlandschaft mit herzynisch (Nordwest–Südost) verlaufenden Höhenzügen und Tälern. Die Höhenzüge werden von den Gesteinen des Unteren und Mittleren Buntsandsteins, des Oberen Muschelkalks sowie bestimmten Gesteinen kretazischen Alters, insbesondere Hilssandstein und Flammenmergel, gebildet.
Die kammbildenden Gesteine setzen sich aus Sandsteinen oder Kalksteinen zusammen. Die Täler zwischen diesen Höhenzügen sind, bedingt durch das Einfallen der Schichten unsymmetrisch ausgebildet. Sie werden durch die Gesteine des Oberen Buntsandsteins, des Keupers und des Juras gebildet. Es handelt sich hier um tonige Sedimente. Neben Taleinschnitten und Höhenzügen sind verschiedene Verebnungsflächen auszumachen. Diese sind im Bereich des Mittleren Muschelkalks und des Minimustons zu finden.

### Geologische und paläogeographische Entwicklung

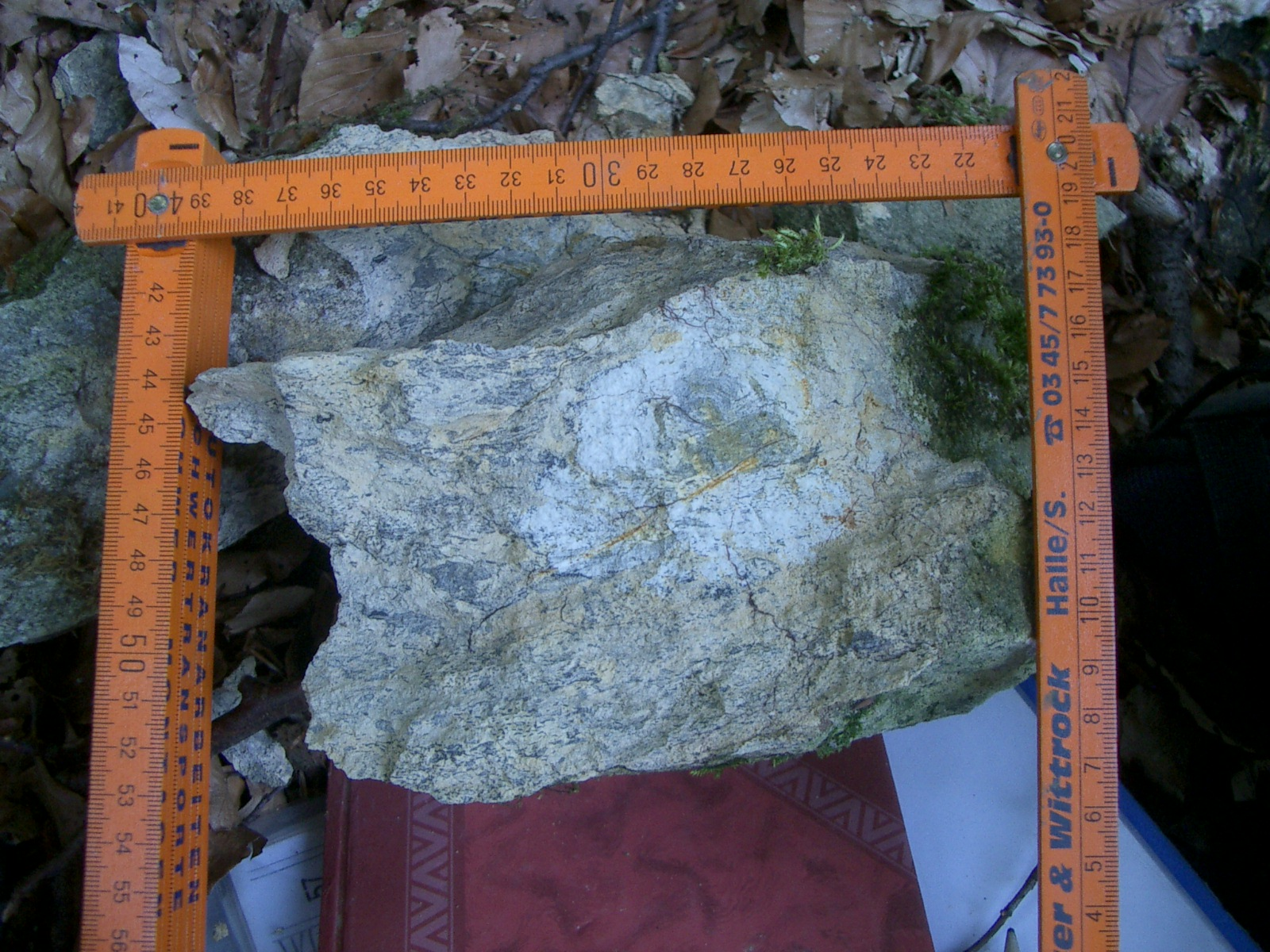
Typisches Handstück des Flammenmergels in der Sackmulde

Die geologische Entwicklungsgeschichte des Gebietes ist eng mit den Geschehnissen im Germanischen Becken verknüpft. Die darin oder nahebei anstehenden Schichtfolgen beginnen mit Sedimenten permischen Alters.
Es handelt sich um Ablagerungen der Salinarzyklen des Zechsteinmeeres. Je nach Grad der Eindampfung lagerten sich Tonsteine, Kalksteine, Dolomite, Anhydrite, Steinsalze oder Kalisalze in zyklischer Folge ab. Während des Mesozoikums lag die Sackmulde im nördlichen Randbereich des Germanischen Beckens. Das Ablagerungsgebiet gehörte zur Hessischen Senke zwischen der Hunte-Schwelle und der Eichsfeld-Schwelle.
Die triassischen (251,0 ±0,4 bis 199,6 ±0,6 Ma) Sedimentfolgen beginnen mit dem Buntsandstein. Während des Buntsandsteins kam es im Norddeutschen Raum zur großflächigen Ablagerung siliziklastischer Sedimente. Nach dem endgültigen Eindampfen des Zechsteinmeeres wurden im Norddeutschen Raum bis zu 1500 m rotgefärbter Siliziklastika abgelagert. Das Ablagerungsmilieu während des Buntsandsteins war arid bis semiarid und die Sedimentation erfolgte zyklisch. Diese Zyklen sind teils über mehrere hundert Kilometer miteinander korrelierbar. Der Untere Buntsandstein besteht dabei aus einer Sandstein-Tonstein-Wechselfolge und wurde in einem großen, ungegliederten Becken abgelagert. Die Schüttung erfolgte von den umliegenden Hochgebieten des Harzes sowie von der Rheinischen und der Böhmischen Masse, vorwiegend aus südlicher und südöstlicher Richtung.
Der Mittlere Buntsandstein gliedert sich in 4 Zyklen, die jeweils mit einem Grobsandstein beginnen und zum Hangenden feinkörniger werden. WURSTER (1964) folgend sind diese limnischen und fluviatilen Ursprungs.
Während des Röts fand eine epirogene Absenkung des Sedimentationsbeckens statt. Es bildete sich, ganz ähnlich wie im Zechstein, ein epikontinentales Flachmeer, innerhalb dessen es zur Ablagerung von Evaporiten (Rötsalinar) kam. Während des Oberen Röts wurden die Röttone abgelagert, es begann der Übergang zur voll marinen Muschelkalkfazies. Die Schüttungsrichtungen änderten sich während des Mittleren und Oberen Buntsandsteins nicht.
Die Sedimente des Muschelkalks werden in Unteren, Mittleren und Oberen Muschelkalk unterteilt. Zu Beginn des Muschelkalks entstanden durch eine Transgression durch die Oberschlesische Pforte flachmarine Verhältnisse. Der Untere Muschelkalk ist dabei durch einen zyklischen Wechsel von kalkigen und mergeligen Sedimenten gekennzeichnet. Die einzelnen Zyklen beginnen dabei jeweils mit einem kalkigen Konglomerat, danach folgt eine Kalk-Mergel-Wechselfolge, und im Hangenden folgen dolomitische Gelbkalke. Diese Zyklen spiegeln einen Wechsel von marinen, lagunären und hypersalinaren Bedingungen wider, die auf zyklische Veränderungen von Wassertiefe und damit Durchlüftung, Salinität bzw. der Verbindung zum offenen Meer sowie auf Klimaveränderungen zurückgehen.
Während des Mittleren Muschelkalks wurden Mergel, Dolomite und Gipse abgelagert. Das Sedimentationsmilleu war lagunär bis hypersalinar. Im Oberen Muschelkalk, der lithologisch weiter in Trochiten- und Ceratitenkalk untergliedert werden kann, kippte die Scholle des Germanischen Beckens, wodurch die Verbindung zum Arktischen Ozean unterbrochen und an Stelle dessen die Öffnung der Burgundischen Pforte eingeleitet wurde. Dies führte zu einer tethyalen Beeinflussung des Gebietes. Durch eine transgressive Phase wurden hier Durchlüftung und Salinität der Wassersäule verbessert und reine fossilreiche Kalke abgelagert. Das Meeresgebiet war zu dieser Zeit durch Schwellen gegliedert, die riffartige Flachwasserbereiche entstehen ließen, innerhalb derer sich die Trochitenkalke bildeten. Nach einer Absenkung des Sedimentationsbeckens lagerten sich die Ceratitenkalke ab.
Die Wende von Muschelkalk zu Keuper ist durch eine Regressionsphase geprägt; es bildeten sich wieder vermehrt kontinentale Sedimente. Die Ablagerungen des Keupers wurden von Norden her in den Sedimentationsraum geschüttet, dies wird von WURSTER (1964) mit tektonischen Verstellungen am Rande der Böhmischen Masse in Verbindung gebracht. Während im Oberen und Unteren Keuper Sand- und Tonsteinbildungen vorherrschen, ist der Mittlere Keuper durch Gips und Mergel geprägt. Dies lässt auf aride Bedingungen im Mittleren Keuper schließen. Der Ablagerungsraum ist durch ein weitläufiges Deltasystem charakterisiert, innerhalb dessen Ingressionen auch zu lagunären und brackischen Verhältnissen geführt haben. Durch Zufuhr von Siliziklastika aus dem Hinterland tritt hier der Anteil karbonatischer Sedimente zurück.
Der Beginn des Jura (199,6 ±0,6 bis 145,5 ±4,0 Ma) ist durch eine Transgression gekennzeichnet, die im Ablagerungsraum wieder vollmarine Bedingungen herstellte. Das Norddeutsche Becken bildete ein flaches Schelfmeer, das über die Hessische Straße mit dem südlich gelegenen Jurameer verbunden war. Im Lias kam es dementsprechend zur Ablagerung von glaukonitführenden Tonen, die nach HARMS (1984) den Stufen Hettangium, Sinemurium und Pliensbachium angehören. In Bereichen mit sauerstoffarmen Milieu kam es zur Ablagerung von feinkörnigen Siliziklastika mit hohen Fossilanteilen und hohen Anteilen an organischem Material, woraus sich später bei fortgesetzter Diagenese die bekannten Schwarzschiefer des Lias bilden sollten. Während des Malms kam es zur Schließung der Hessischen Senke und zur Bildung des Niedersächsischen Beckens, das bis in die Untere Kreide erhalten blieb. Dogger und Malm sind in der Sackmulde nicht vertreten.
Die Ablagerungen der Kreide (145,5 ±4,0 bis 65,5 ±0,3 Ma) liegen diskordant auf den Sedimenten triassischen und jurassischen Alters. Zum Einsetzen der Unterkreide herrschen noch tonige Bildungen vor, die von Küstensanden (Hilssandstein) abgelöst werden, darauf folgen die Flammenmergel, die sich aus Ton- bis Mergelsteinen zusammensetzen, welche kalkig, kieselig und glaukonitführend sein können. Insbesondere während des Albs bzw. Cenomans transgredierte das Meer von Norden kommend über die Ablagerungen von Trias und Jura in den Bereich des westlichen Harzvorlandes.
Die Oberkreide ist wiederum durch vollmarine Bildungen gekennzeichnet. Hier treten die sehr reinen Coccolithenkalke (Weißpläner) auf.
Während des Tertiär (65,5 ±0,3 Ma bis 2,588 bzw. je nach Auffassung 1,806 Ma) wich das Meer aus dem Gebiet zurück, der Ablagerungsraum lag nun im Randbereich des epikontinentalen Meeres, das weite Teile Norddeutschlands bedeckte. Tertiäre Sedimente sind im Bereich der Sackmulde nicht oder kaum zu finden, sie wurden abgetragen.
Das Quartär ist durch den Wechsel von Glazialen und Interglazialen gekennzeichnet. Die verschiedenen Eisvorstöße hinterließen weiträumige Ablagerungen von geringmächtigen Lockergesteinen, welche jedoch nur in Teilen des Gebiets zu finden sind, sowie äolische Lössablagerungen, die zuvorderst in den windstilleren Taleinschnitten des Gebietes zu finden sind.

### Tektonik
Das Gebiet ist dem nördlichen Harzvorland zuzurechnen. Dieses ist durch herzynisch streichende Mulden- und Sattelbildungen gekennzeichnet. Die tektonischen Elemente entstanden im Ober-Jura im Zuge der alpidischen Orogenese. Diese Entwicklung wurde durch das Abwandern von Zechsteinsalzen aus dem Bereich der Sackmulde in den Leinetalsattel überprägt. ABDALLAH (1962) schreibt, es handele sich nicht um eine Mulde im tektogenetischen Sinne, sondern um eine negative Beule. Diese sei als Salzauswanderungswanne zu erklären, aus der das Salz in die Bruchzone des Leinetalsattels eingedrungen und dort aufwärtsgestiegen ist.
Der Aufstieg der Zechsteinsalze begann dabei im Keuper und wölbte das Deckgebirge auf. In der Oberkreide durchbrachen die Evaporite die überlagernden postpermischen Sedimente.
Die Entstehung des Leinetalsattels geht dabei nach JORDAN (1989) auf eine regionale Störung des mesozoischen Deckgebirges zurück. Das Gebiet nordöstlich der Störung schob sich auf das südwestlich gelegene Gebiet auf. Die Sprunghöhe beträgt 800–1000 m. Entlang dieser Störungszone, also der so geschaffenen Schwächezone im Deckgebirge, kam es zum Aufstieg der Zechsteinsalze.